# Inès Granvorka
Inès Granvorka  (nacida el 13 de agosto de 1991) es una jugadora de voleibol femenino suiza. Con su club Voléro Zürich compitió en el Campeonato Mundial de Club de Voleibol de Mujeres 2015 FIVB.